# Gottfried Benn
Pour les articles homonymes, voir Benn.
Gottfried Benn, né le 2 mai 1886 à Mansfeld et mort le 7 juillet 1956 à Berlin, est un écrivain allemand. Il est considéré comme une figure de l'expressionnisme et comme l’un des plus grands écrivains germanophones de sa génération, au même titre que Thomas Mann, Robert Musil, Ernst Jünger ou Bertolt Brecht.

## Biographie
Écrivain et médecin (il était dermatologue), Gottfried Benn fait partie de ces personnages marqués par la rupture majeure de la société allemande à la suite de l'effondrement national consécutif à la défaite de 1918.
Fils d'un pasteur luthérien de Mansfeld (actuelle Prignitz), il étudie à Sellin, dans la région de Nouvelle Marche, et à Francfort-sur-l'Oder, avant de se tourner vers la théologie à l'université de Marbourg et la médecine militaire à l'Académie Kaiser-Wilhelm de Berlin.
Benn démarre comme auteur expressionniste avant la Première Guerre mondiale quand il publie un court recueil de poèmes (Morgue, 1912).
Benn s'engage en 1914 et part pour une brève période sur le front belge, où il sert comme médecin militaire à Bruxelles. Par une étrange coïncidence, il loge dans l'ancien atelier du peintre symboliste belge Fernand Khnopff, à Saint-Gilles (au no 1 de la rue Saint-Bernard).[réf. souhaitée] Il assiste au procès et à l'exécution de l'infirmière Edith Cavell. Il exerce comme médecin militaire à l'hôpital Molière d'Ixelles où il soigne les prostituées. Puis il retourne à Berlin, où il ouvre un cabinet de dermatologie et devient spécialiste des maladies vénériennes.
Hostile à la République de Weimar, et rejetant marxisme et américanisme, Benn commence par sympathiser avec le régime nazi. Il espère que le national-socialisme exaltera son esthétique, que l'expressionnisme deviendra l'art officiel de l'Allemagne, comme le futurisme l'est en Italie. Benn est élu à la section poésie de l'Académie prussienne des arts en 1932 et prend la tête de cette section en février 1933. En mai, il défend le nouveau régime à la radio et signe le Gelöbnis treuester Gefolgschaft (Serment de fidélité ultime).
Comme de nombreux intellectuels allemands de cette époque Benn s'intéresse beaucoup à la culture de la Grèce antique qu'il voit comme un modèle pour le renouveau de l'Allemagne. Il écrit une sorte de charte ou de programme pour les intellectuels pronazis, qui s'intitule Die Dorische Welt (Le monde dorien) dans lequel il dépeint Sparte comme une Allemagne nazie avant la lettre. Apollon y est présenté comme le dieu dorien par excellence (ce qui est historiquement faux mais Benn souhaite s'opposer à l'intérêt pour les cultes dionysiaques qui émergent en Allemagne sous l'influence des écrits de Nietzsche et de Hölderlin) et donc la référence pour les nazis.
La politique culturelle du nouvel État ne prend pas la voie qu'il espérait et, en juin 1933, Hans-Friedrich Blunck (en) remplace Benn à la tête de la section poésie de l'Académie. Consterné par la Nuit des Longs Couteaux, Benn retire son soutien au mouvement nazi. Il décide d'accomplir « la forme aristocratique de l'émigration » et rejoint en 1935 la Wehrmacht, où il trouve nombre d'officiers désapprouvant comme lui le régime. En mai 1936, la revue SS Das Schwarze Korps (« Le corps noir ») attaque la poésie expressionniste et expérimentale, qualifiée de dégénérée, juive, et homosexuelle. À l'été 1937, Wolfgang Willrich (de), un membre de la SS, dénonce Benn dans son livre Säuberung des Kunsttempels (« Nettoyage du temple de l'art »). Heinrich Himmler, cependant, intervient pour réprimander Willrich et défendre Benn sur le terrain de ses succès depuis 1933 (ses premières productions artistiques étant hors de propos). En mars 1938, le Reichsschrifttumskammer (Chambre de la littérature du Reich : corporation des auteurs nationaux-socialistes) interdit à Benn de continuer à publier.
Pendant la Seconde Guerre mondiale, Benn est en poste dans l'est de l'Allemagne, où il écrit des poèmes et des essais. Après la guerre, son travail est interdit par les Alliés en raison de son soutien initial à Hitler.
En 1951, il obtient le prix Georg Büchner.
Il meurt à Berlin-Ouest en 1956 et est enterré au cimetière de Dahlem, à Berlin.

## Œuvres
- Über die Häufigkeit des Diabetes mellitus im Heer (Berlin, 1912)
- Morgue und andere Gedichte, Berlin, 1912 Cerveaux, trad. fr. Alain Bosquet, éd. établie par Eryck de Rubercy, Paris, Éditions de la Différence, 122 p., 2006  (ISBN 978-2729116477)
- Söhne. Neue Gedichte (1913)
- Gehirne. Novellen (1916)
Comprend les 5 romans :
  - Gehirne,
  - Die Eroberung,
  - Die Reise,
  - Die Insel,
  - Der Geburtstag.
- Fleisch. Gesammelte Gedichte (1917)
- Diesterweg. Eine Novelle (1918)
- Der Vermessungsdirigent. Erkenntnistheoretisches Drama (1918)
- Etappe (1918)
- Das moderne Ich (1920)
- Die Gesammelten Schriften (1922)
- Schutt (1924)
- Betäubung. Fünf neue Gedichte (1925)
- Spaltung. Neue Gedichte (1925)
- Gesammelte Gedichte (1927)
- Gesammelte Prosa (1928)
- Fazit der Perspektiven (1930)
- Das Unaufhörliche. Oratorium (1931), musique de Paul Hindemith
- Nach dem Nihilismus (1932)
- Der neue Staat und die Intellektuellen (1933)
- Kunst und Macht (1934)
- Gedichte (1936)
- Ausgewählte Gedichte 1911–1936 (1936)
- Zweiundzwanzig Gedichte (1943)
- Statische Gedichte (1948)
- Drei alte Männer (1949)
- Ptolemäer, 1949 Le Ptoléméen et autres textes, trad. fr. Hélène Feydy, Paris, Gallimard, coll. NRF, 240 p., 1996  (ISBN 978-2070730650)
- Ausdruckswelt. Essays und Aphorismen (1949)
- Trunkene Flut. Ausgewählte Gedichte (1949)
- Doppelleben, 1950 Double vie, trad. fr. Alexandre Vialatte, Paris, Allia, 224 p., 2024  (ISBN 979-1030417821)
- Fragmente. Neue Gedichte (1951)
- Probleme der Lyrik (1951)
- Essays (1951)
- Die Stimme hinter dem Vorhang (1952)
- Destillationen. Neue Gedichte (1953)
- Altern als Problem für Künstler (1954)
- Aprèslude (1955)
- Gesammelte Gedicht, 1956 Poèmes, trad. fr. Pierre Garnier, Paris, Gallimard, coll. NRF, 400 p., 1972  (ISBN 978-2070281114)
- Primäre Tage. Gedichte und Fragmente aus dem Nachlaß (1958)

### Éditions françaises diverses
- Un Poète et le monde, Paris, Gallimard, coll. NRF, 382 p., 1965  (ISBN 978-2070206018)
- Toujours quelque chose crie, trad. fr. Pierre Garnier, Paris, Gallimard, 382 p., 2003.

### Correspondances
- Monologische Kunst? Ein Briefwechsel zwischen Alexander Lernet-Holenia und Gottfried Benn. Im Anhang : Nietzsche – Nach 50 Jahren, Limes, Wiesbaden, 1953.
- Ausgewählte Briefe, Mit einem Nachwort von Max Rychner, Wiesbaden, 1957.
- Gottfried Benn: Lyrik, Prosa, Briefe u. Dokumente, Hrsg. von Max Niedermayer, Limes Paperback, Wiesbaden, 1962.
- Gottfried Benn: Den Traum alleine tragen. Neue Texte, Briefe u. Dokumente, Hrsg. von Paul Raabe und Max Niedermayer, Limes Verlag, Wiesbaden, 1966.
- Briefwechsel mit Paul Hindemith (Briefe Band III), Hrsg. von Ann Clark Fehn, mit einem Essay von Dieter Rexroth, Wiesbaden/München, 1978.
- Briefe an F. W. Oelze (Briefe Band I-II/2; Band I: 1932–1945, Band II/1: 1945–1949, Band II/2: 1950–1956), Hrsg. von Harald Steinhagen und Jürgen Schröder, mit einem Vorwort von F. W. Oelze und einem Nachwort von Harald Steinhagen, Wiesbaden/München, 1979.
- Briefwechsel mit Max Rychner: 1930–1956, Hrsg. von Gerhard Schuster, Stuttgart, 1986.
- Briefe an Tilly Wedekind 1930–1955 (Briefe Band IV), Herausgegeben und mit einem Nachwort versehen von Marguerite Valerie Schlüter, Stuttgart, 1986.
- Briefe an Elinor Büller 1930–1937 (Briefe Band V), Herausgegeben und mit einem Nachwort versehen von Marguerite Valerie Schlüter, Stuttgart, 1992.
- Gottfried Benn/Egmont Seyerlen, Briefwechsel 1914–1956, Herausgegeben und mit einem Nachwort versehen von Gerhard Schuster, Stuttgart, 1993.
- „Hernach“. Gottfried Benns Briefe an Ursula Ziebarth, Mit Nachschriften von Ursula Ziebarth und einem Kommentar von Jochen Meyer, Göttingen, 2001.
- Briefe an Astrid Claes 1951–1956 (Briefe Band VI), Stuttgart, 2002.
- Briefwechsel Gottfried Benn - Richard Alewyn, 1951–1956. Hrsg. vom Editionspraktischen Seminar in Berliner Hefte zur Geschichte des literarischen Lebens, 2003  (ISSN 0949-5371)
- Jörg Döring, David Oels, "Wir machen ein Gedicht": Richard Alewyn bittet Gottfried Benn zum Symposion für kreatives Schreiben. Zum Briefwechsel von Gottfried Benn und Richard Alewyn 1951–1956.
- Briefwechsel Gottfried Benn – Margret Boveri 1949–1956. Hrsg. v. Roland Berbig / Nele Herbst.
- Roland Berbig, Levkojen und Handkuss. Zum Briefwechsel von Gottfried Benn und Margret Boveri 1949–1956.
- Briefwechsel mit dem Merkur : 1948–1956 (Briefe Band VII), Hrsg. von Holger Hof, Stuttgart, 2004  (ISBN 3-608-93697-1).
- Gottfried Benn - Thea Sternheim. Briefwechsel und Aufzeichnungen. Mit Briefen und Tagebuchauszügen Mopsa Sternheim, Hrsg. von Thomas Ehrsam, Göttingen, 2004.
- So ist es nun mal. Gottfried Benns Briefwechsel mit Gerd Micha Simon 1949–1956, Verlag Ulrich Keicher, Warmbronn, 2005  (ISBN 3-932843-98-3).
- Gottfried Benn - Ernst Jünger: "Briefwechsel 1949–1956", Hrsg. von Holger Hof, Stuttgart, 2006.
- Briefe an den Limes Verlag 1948–1956, mit der vollständigen Korrespondenz auf CD-ROM, Stuttgart, 2006.
- Gottfried Benn; Friedrich Wilhelm Oelze: Briefwechsel 1932–1956, Hrsg. von Harald Steinhagen, Stephan Kraft und Holger Hof, 4 Bände, Göttingen/Stuttgart, 2016, Wallstein und Klett-Cotta  (ISBN 978-3-8353-1826-7).
- Gottfried Benn, "Absinth schlürft man mit Strohhalm, Lyrik mit Rotstift". Ausgewählte Briefe 1904–1956, Hg. und kommentiert von Holger Hof. Göttingen, 2017  (ISBN 978-3-8353-3109-9).
- Briefe und Mitteilungen von Gottfried Benn an Gerda Pfau in Uwe Lehmann-Brauns: Benns letzte Lieben. Mit Originalbriefen von Gottfried Benn, Berlin, 2019  (ISBN 978-3-95732-381-1), S. 13–35.
- Gottfried Benn – Gertrud Zenzes. Briefwechsel 1921–1956, Hg. von Holger Hof und Stephan Kraft, Stuttgart und Göttingen, 2021, Klett-Cotta und Wallstein.

## Crédit d'auteurs
- (en) Cet article est partiellement ou en totalité issu de l’article de Wikipédia en anglais intitulé « Gottfried Benn » (voir la liste des auteurs).